# Mistrzostwa Europy w Piłce Ręcznej Mężczyzn 2016
Mistrzostwa Europy w Piłce Ręcznej Mężczyzn 2016 – dwunaste mistrzostwa Europy w piłce ręcznej mężczyzn, oficjalny międzynarodowy turniej piłki ręcznej o randze mistrzostw kontynentu organizowany przez EHF, mający na celu wyłonienie najlepszej męskiej reprezentacji narodowej w Europie. Odbywał się w dniach od 15 do 31 stycznia 2016 roku w Polsce. W turnieju wzięło udział szesnaście zespołów, automatycznie do mistrzostw awansowała reprezentacja Polski jako gospodarze zawodów, o pozostałe miejsca odbywały się natomiast eliminacje. Turniej służył jako jedna z kwalifikacji do Letnich Igrzysk Olimpijskich 2016 oraz Mistrzostw Świata 2017.
Harmonogram zawodów opublikowano pod koniec czerwca 2015 roku. W trakcie turnieju, po raz pierwszy od edycji 2004 został rozegrany zarówno mecz o piąte, jak i siódme miejsce (od ME 2006 do ME 2014 walczono bowiem jedynie o piątą lokatę).
Tytuł mistrzowski – drugi w historii – wywalczyli Niemcy po zwycięstwie w finale 24:17 nad reprezentacją Hiszpanii, natomiast w meczu o brązowy medal Chorwaci pokonali Norwegów 31:24.
Po zakończonym turnieju IHF opublikowała statystyki indywidualne i drużynowe, a także jakościowe.
Sprzedaż biletów rozpoczęła się w maju 2015 roku, a rozpiętość cenowa wynosiła od 39 PLN (10 EUR) w fazie wstępnej do 153 EUR na mecz finałowy. Transmisje telewizyjne ze wszystkich meczów turnieju były realizowane przez Telewizję Polsat. Obejrzało je 1,65 miliarda widzów na całym świecie, na trybunach zasiadło zaś ponad 400 tysięcy kibiców, co poprawiło poprzedni rekord o ponad jedną czwartą.

## Wybór gospodarza
W marcu 2011 roku EHF ustaliła ramy czasowe wyboru organizatora oraz samego turnieju. Wstępne zainteresowanie organizacją mistrzostw do 17 maja 2011 roku wyraziło pięć krajów: Austria, Chorwacja, Norwegia, Polska i Szwecja. W upływającym 17 września 2011 roku ostatecznym terminie składania oficjalnych aplikacji swe kandydatury złożyły Chorwacja, Norwegia, Polska i Szwecja. Zostały one następnie zaakceptowane przez Zarząd EHF. Po przeprowadzonych przez EHF inspekcjach, pod głosowanie podczas XI Kongresu tej organizacji w Monako 23 czerwca 2012 roku zostały poddane oferty Chorwacji, Norwegii i Polski. Otrzymały one odpowiednio 15, 4 i 27 głosów, co oznaczało, że na gospodarza mistrzostw w pierwszej turze została wybrana Polska.
| Kandydaci | Proponowane „miasta-gospodarze”               | Głosy | %   |
| --------- | --------------------------------------------- | ----- | --- |
| Polska    | Gdańsk/Sopot, Katowice, Kraków, Łódź, Wrocław | 27    | 58% |
| Chorwacja | Zagrzeb, Split, Varaždin, Poreč               | 15    | 33% |
| Norwegia  | Oslo, Stavanger, Trondheim, Gjovik            | 4     | 9%  |

Władze EHF (Przewodniczący – Jean Brihault i Sekretarz Generalny – Michael Wiederer) oficjalnie podpisały umowę o organizację turnieju z przedstawicielami ZPRP (Prezesem Zarządu – Andrzejem Kraśnickim i Sekretarzem Generalnym – Markiem Góralczykiem) 11 kwietnia 2014 roku w warszawskim Centrum Olimpijskim.

## Symbole zawodów

### Logotyp
Na 1000 dni przed rozpoczęciem turnieju, 22 kwietnia 2013 roku, wraz ze startem oficjalnej strony, Związek Piłki Ręcznej w Polsce zaprezentował zaprojektowane przez Artura Gosiewskiego logo mistrzostw. Ma ono kształt dłoni, w którą wkomponowana jest postać rzucającego piłkarza ręcznego i obecne są na nim jedynie trzy kolory – biel i czerwień jako polskie barwy narodowe oraz złoto jako symbol zwycięstwa.

### Maskotka
20 grudnia 2014 roku w Budapeszcie w przeddzień finałowych meczów mistrzostw Europy 2014 kobiet zaprezentowano oficjalną maskotkę mistrzostw. Jej imię miało zostać wybrane przez kibiców z całego świata w specjalnym konkursie zorganizowanym przez EHF przy współpracy z ZPRP i ogłoszone pod koniec kwietnia 2015 roku. Na konkurs wpłynęło siedemset propozycji, a spośród pięciu, które zostały zakwalifikowane do ostatniego etapu, wybrana została nazwa „High Five”.

### Hymn
Oficjalnym hymnem ME 2016 był utwór „Come Play With Us”, autorstwa Michała Urbaniaka, jego córki Miki Urbaniak oraz Victora Daviesa. Premiera piosenki – wykonywanej przez Mikę oraz kibicowski chórek – miała miejsce 8 listopada 2015 przed finałowym spotkaniem Międzynarodowego Turnieju Piłki Ręcznej w trójmiejskiej Ergo Arenie, rozegranym przez Polskę i Hiszpanię.

## Obiekty
Do organizacji mistrzostw wytypowano wstępnie pięć hal. Pod koniec stycznia 2014 roku ZPRP oficjalnie potwierdził, że mecze odbędą się w Krakowie i Wrocławiu, poinformował również, iż pozostałe dwa obiekty zostaną wskazane do końca marca tego roku. W kwietniu 2014 roku zakomunikowano, że spotkania fazy grupowej odbędą się również w Katowicach i Gdańsku/Sopocie.
| Gdańsk/Sopot      | Sopot/GdańskKatowiceWrocławKraków | Wrocław             |
| ----------------- | --------------------------------- | ------------------- |
| Ergo Arena        | Sopot/GdańskKatowiceWrocławKraków | Hala Stulecia       |
| Pojemność: 11 409 | Sopot/GdańskKatowiceWrocławKraków | Pojemność: 8 500    |
|                   | Sopot/GdańskKatowiceWrocławKraków |                     |
| Katowice          | Sopot/GdańskKatowiceWrocławKraków | Kraków              |
| Spodek            | Sopot/GdańskKatowiceWrocławKraków | Tauron Arena Kraków |
| Pojemność: 11 036 | Sopot/GdańskKatowiceWrocławKraków | Pojemność: 15 328   |
|                   | Sopot/GdańskKatowiceWrocławKraków |                     |

## Zespoły
| Reprezentacja      | Podstawa kwalifikacyjna             | Mistrzostwa 2014 |
| ------------------ | ----------------------------------- | ---------------- |
| Polska             | Gospodarz                           | 6. miejsce       |
| Chorwacja          | 1. miejsce w 1 grupie eliminacyjnej | 4. miejsce       |
| Norwegia           | 2. miejsce w 1 grupie eliminacyjnej | 14. miejsce      |
| Dania              | 1. miejsce w 2 grupie eliminacyjnej | 2. miejsce       |
| Białoruś           | 2. miejsce w 2 grupie eliminacyjnej | 12. miejsce      |
| Szwecja            | 1. miejsce w 3 grupie eliminacyjnej | 7. miejsce       |
| Słowenia           | 2. miejsce w 3 grupie eliminacyjnej | –                |
| Islandia           | 1. miejsce w 4 grupie eliminacyjnej | 5. miejsce       |
| Serbia             | 2. miejsce w 4 grupie eliminacyjnej | 13. miejsce      |
| Węgry              | 1. miejsce w 5 grupie eliminacyjnej | 8. miejsce       |
| Rosja              | 2. miejsce w 5 grupie eliminacyjnej | 9. miejsce       |
| Francja            | 1. miejsce w 6 grupie eliminacyjnej | Mistrzostwo      |
| Macedonia Północna | 2. miejsce w 6 grupie eliminacyjnej | 10. miejsce      |
| Hiszpania          | 1. miejsce w 7 grupie eliminacyjnej | 3. miejsce       |
| Niemcy             | 2. miejsce w 7 grupie eliminacyjnej | –                |
| Czarnogóra         | Najlepszy zespół z 3. miejsca       | 16. miejsce      |

## Losowanie grup
Losowanie grup zostało początkowo zaplanowane na 19 czerwca 2015 w kopalni soli Wieliczka, a następnie przeniesione do Centrum ICE Kraków. Dzień przed losowaniem drużyny zostały podzielone na cztery koszyki – na podstawie wyników osiągniętych w klasyfikacji końcowej Mistrzostw Europy 2014 i w eliminacjach do Mistrzostw Europy 2016.
| Koszyk 1  |
| --------- |
| Francja   |
| Dania     |
| Hiszpania |
| Chorwacja |

| Koszyk 2 |
| -------- |
| Islandia |
| Polska   |
| Szwecja  |
| Węgry    |

| Koszyk 3           |
| ------------------ |
| Rosja              |
| Macedonia Północna |
| Niemcy             |
| Białoruś           |

| Koszyk 4   |
| ---------- |
| Serbia     |
| Norwegia   |
| Słowenia   |
| Czarnogóra |

W wyniku losowania – i wcześniejszych automatycznych przydziałów do grup w poszczególnych miastach – wyłonione zostały cztery czterozespołowe grupy pierwszej fazy turnieju.
| Grupa A Kraków     |
| ------------------ |
| Francja            |
| Polska             |
| Macedonia Północna |
| Serbia             |

| Grupa B Katowice |
| ---------------- |
| Chorwacja        |
| Islandia         |
| Białoruś         |
| Norwegia         |

| Grupa C Wrocław |
| --------------- |
| Hiszpania       |
| Szwecja         |
| Niemcy          |
| Słowenia        |

| Grupa D Gdańsk/Sopot |
| -------------------- |
| Dania                |
| Węgry                |
| Rosja                |
| Czarnogóra           |

## Sędziowie
Pod koniec czerwca 2015 roku EHF opublikowała listę czternastu par sędziowskich, spośród których dwanaście zostanie wyznaczonych do sędziowania meczów turnieju finałowego. Nastąpiło to pod koniec września tegoż roku, a na końcowej liście nie znaleźli się spośród nich arbitrzy z Litwy i Polski.
- Andrej Gusko i Siarhiej Repkin
- Matija Gubica i Boris Milošević
- Václav Horáček i Jiří Novotný
- Martin Gjeding i Mads Hansen
- Stevann Pichon i Laurent Reveret
- Óscar Raluy i Ángel Sabroso
- Vaidas Mazeika i Mindaugas Gatelis
- Zigmārs Stoļarovs i Renārs Līcis
- Ǵorgi Naczewski i Sławe Nikołow
- Bartosz Leszczyński i Marcin Piechota
- Lars Geipel i Marcus Helbig
- Duarte Santos i Ricardo Fonseca
- Bogdan Stark i Romeo Ștefan
- Michael Johansson i Jasmin Kliko

## Faza wstępna

### Grupa A
| 15 stycznia 201618:00 | Francja | 30:23(12:12) | Macedonia Północna | Tauron Arena, Kraków Widzów: 9 000 Sędzia: Martin Gjeding, Mads Hansen |
| 15 stycznia 201618:00 | Cédric Sorhaindo 6 · Valentin Porte 5 · Michaël Guigou 4 · Kentin Mahé 4 · Luc Abalo 3 · Luka Karabatić 3 · Nikola Karabatić 2 · Daniel Narcisse 2 · Ludovic Fabregas 1 | 30:23(12:12) | 9 Kirił Łazarow · 5 Dejan Manaskow · 4 Goce Georgiewski · 2 Filip Mirkułowski · 1 Filip Kuzmanowski · 1 Nemanja Pribak · 1 Stojancze Stoiłow | Tauron Arena, Kraków Widzów: 9 000 Sędzia: Martin Gjeding, Mads Hansen |
| 15 stycznia 201618:00 | 8× · 2× · 1× | 30:23(12:12) | 7× · 3× | Tauron Arena, Kraków Widzów: 9 000 Sędzia: Martin Gjeding, Mads Hansen |

| 15 stycznia 201620:30 | Polska | 29:28(14:15) | Serbia | Tauron Arena, Kraków Widzów: 14 100 Sędzia: Bogdan Stark, Romeo Ștefan |
| 15 stycznia 201620:30 | Michał Jurecki 7 · Krzysztof Lijewski 4 · Karol Bielecki 3 · Michał Daszek 3 · Bartosz Jurecki 3 · Przemysław Krajewski 3 · Rafał Gliński 2 · Kamil Syprzak 2 · Michał Szyba 2 | 29:28(14:15) | 7 Petar Nenadić · 7 Ivan Nikčević · 4 Žarko Šešum · 4 Nemanja Zelenović · 2 Darko Đukić · 2 Momir Rnić · 1 Bojan Beljanski · 1 Mijajlo Marsenić | Tauron Arena, Kraków Widzów: 14 100 Sędzia: Bogdan Stark, Romeo Ștefan |
| 15 stycznia 201620:30 | 3× · 4× | 29:28(14:15) | 6× · 4× · 1× | Tauron Arena, Kraków Widzów: 14 100 Sędzia: Bogdan Stark, Romeo Ștefan |

| 17 stycznia 201618:15 | Serbia | 26:36(16:19) | Francja | Tauron Arena, Kraków Widzów: 10 900 Sędzia: Michael Johansson, Jasmin Kliko |
| 17 stycznia 201618:15 | Žarko Šešum 7 · Petar Nenadić 4 · Novak Bošković 3 · Darko Đukić 3 · Ivan Nikčević 3 · Momir Rnić 2 · Filip Marjanović 1 · Mijajlo Marsenić 1 · Miloš Orbović 1 · Nemanja Zelenović 1 | 26:36(16:19) | 8 Olivier Nyokas · 6 Luc Abalo · 5 Kentin Mahé · 4 Nikola Karabatić · 3 Michaël Guigou · 3 Valentin Porte · 3 Cédric Sorhaindo · 2 Théo Derot · 1 Samuel Honrubia · 1 Luka Karabatić | Tauron Arena, Kraków Widzów: 10 900 Sędzia: Michael Johansson, Jasmin Kliko |
| 17 stycznia 201618:15 | 6× · 3× | 26:36(16:19) | 2× · 2× | Tauron Arena, Kraków Widzów: 10 900 Sędzia: Michael Johansson, Jasmin Kliko |

| 17 stycznia 201620:30 | Macedonia Północna | 23:24(13:11) | Polska | Tauron Arena, Kraków Widzów: 14 200 Sędzia: Lars Geipel, Marcus Helbig |
| 17 stycznia 201620:30 | Kirił Łazarow 8 · Filip Mirkułowski 5 · Nemanja Pribak 3 · Włatko Mitkow 2 · Goce Georgiewski 2 · Dejan Manaskow 1 · Stojancze Stoiłow 1 · Filip Łazarow 1 | 23:24(13:11) | 6 Kamil Syprzak · 5 Michał Jurecki · 4 Bartosz Jurecki · 4 Krzysztof Lijewski · 2 Karol Bielecki · 2 Adam Wiśniewski · 1 Jakub Łucak | Tauron Arena, Kraków Widzów: 14 200 Sędzia: Lars Geipel, Marcus Helbig |
| 17 stycznia 201620:30 | 4× · 4× | 23:24(13:11) | 5× · 1× · 1× | Tauron Arena, Kraków Widzów: 14 200 Sędzia: Lars Geipel, Marcus Helbig |

| 19 stycznia 201618:15 | Macedonia Północna | 27:27(13:13) | Serbia | Tauron Arena, Kraków Widzów: 11 000 Sędzia: Václav Horáček, Jiří Novotný |
| 19 stycznia 201618:15 | Dejan Manaskow 10 · Goce Georgiewski 5 · Kirił Łazarow 4 · Stojancze Stoiłow 4 · Filip Mirkułowski 3 · Naumcze Mojsowski 1 | 27:27(13:13) | 7 Petar Nenadić · 7 Žarko Šešum · 5 Ivan Nikčević · 3 Nemanja Zelenović · 2 Mijajlo Marsenić · 2 Momir Rnić · 1 Darko Đukić | Tauron Arena, Kraków Widzów: 11 000 Sędzia: Václav Horáček, Jiří Novotný |
| 19 stycznia 201618:15 | 2× · 4× | 27:27(13:13) | 6× · 3× | Tauron Arena, Kraków Widzów: 11 000 Sędzia: Václav Horáček, Jiří Novotný |

| 19 stycznia 201620:30 | Francja | 25:31(12:15) | Polska | Tauron Arena, Kraków Widzów: 14 854 Sędzia: Óscar Raluy, Ángel Sabroso |
| 19 stycznia 201620:30 | Luc Abalo 5 · Kentin Mahé 5 · Olivier Nyokas 4 · Michaël Guigou 3 · Luka Karabatić 2 · Cédric Sorhaindo 2 · Valentin Porte 2 · Nikola Karabatić 1 · Daniel Narcisse 1 | 25:31(12:15) | 9 Karol Bielecki · 6 Przemysław Krajewski · 6 Kamil Syprzak · 5 Krzysztof Lijewski · 2 Michał Jurecki · 1 Piotr Chrapkowski · 1 Bartosz Konitz · 1 Jakub Łucak | Tauron Arena, Kraków Widzów: 14 854 Sędzia: Óscar Raluy, Ángel Sabroso |
| 19 stycznia 201620:30 | 3× · 2× | 25:31(12:15) | 6× · 4× | Tauron Arena, Kraków Widzów: 14 854 Sędzia: Óscar Raluy, Ángel Sabroso |

### Grupa B
| 15 stycznia 201616:00 | Chorwacja | 27:21(15:15) | Białoruś | Spodek, Katowice Widzów: 5 000 Sędzia: Michael Johansson, Jasmin Kliko |
| 15 stycznia 201616:00 | Manuel Štrlek 9 · Ivan Čupić 5 · Marko Kopljar 5 · Ivan Slišković 3 · Ilija Brozović 2 · Igor Karačić 1 · Marko Mamić 1 · Luka Šebetić 1 | 27:21(15:15) | 8 Siarhiej Rutenka · 7 Siarhiej Szyłowicz · 3 Andrej Jurynok · 1 Maksim Babiczeu · 1 Dzmitryj Nikulenkau · 1 Barys Puchouski | Spodek, Katowice Widzów: 5 000 Sędzia: Michael Johansson, Jasmin Kliko |
| 15 stycznia 201616:00 | 6× · 4× · 1× | 27:21(15:15) | 4× · 3× · 1× | Spodek, Katowice Widzów: 5 000 Sędzia: Michael Johansson, Jasmin Kliko |

| 15 stycznia 201618:15 | Islandia | 26:25(10:11) | Norwegia | Spodek, Katowice Widzów: 6 200 Sędzia: Lars Geipel, Marcus Helbig |
| 15 stycznia 201618:15 | Aron Pálmarsson 8 · Guðjón Valur Sigurðsson 6 · Arnór Atlason 3 · Alexander Petersson 3 · Róbert Gunnarsson 2 · Vignir Svavarsson 2 · Ásgeir Örn Hallgrímsson 1 · Kári Kristján Kristjánsson 1 | 26:25(10:11) | 7 Kristian Bjørnsen · 3 Espen Lie Hansen · 3 Magnus Jøndal · 3 Harald Reinkind · 3 Sander Sagosen · 3 Kent Robin Tønnesen · 2 Christian O’Sullivan · 1 André Lindboe | Spodek, Katowice Widzów: 6 200 Sędzia: Lars Geipel, Marcus Helbig |
| 15 stycznia 201618:15 | 7× · 4× | 26:25(10:11) | 4× · 4× | Spodek, Katowice Widzów: 6 200 Sędzia: Lars Geipel, Marcus Helbig |

| 17 stycznia 201616:00 | Białoruś | 39:38(17:18) | Islandia | Spodek, Katowice Widzów: 6 200 Sędzia: Václav Horáček, Jiří Novotný |
| 17 stycznia 201616:00 | Barys Puchouski 11 · Siarhiej Rutenka 8 · Maksim Baranau 7 · Maksim Babiczeu 4 · Siarhiej Szyłowicz 4 · Andrej Jurynok 3 · Uładzisłau Kulesz 1 · Dzmitryj Nikulenkau 1 | 39:38(17:18) | 6 Alexander Petersson · 5 Arnór Þór Gunnarsson · 5 Róbert Gunnarsson · 5 Guðjón Valur Sigurðsson · 4 Snorri Steinn Guðjónsson · 4 Aron Pálmarsson · 3 Arnór Atlason · 3 Ásgeir Örn Hallgrímsson · 3 Vignir Svavarsson | Spodek, Katowice Widzów: 6 200 Sędzia: Václav Horáček, Jiří Novotný |
| 17 stycznia 201616:00 | 6× · 3× | 39:38(17:18) | 5× · 2× | Spodek, Katowice Widzów: 6 200 Sędzia: Václav Horáček, Jiří Novotný |

| 17 stycznia 201618:15 | Norwegia | 34:31(16:17) | Chorwacja | Spodek, Katowice Widzów: 8 400 Sędzia: Óscar Raluy, Ángel Sabroso |
| 17 stycznia 201618:15 | Kristian Bjørnsen 7 · Espen Lie Hansen 6 · Harald Reinkind 5 · Kent Robin Tønnesen 5 · Christian O’Sullivan 3 · Sander Sagosen 3 · Magnus Jøndal 2 · Magnus Gullerud 1 · Joakim Hykkerud 1 · Erlend Mamelund 1 | 34:31(16:17) | 8 Domagoj Duvnjak · 5 Zlatko Horvat · 4 Marino Marić · 3 Ivan Čupić · 2 Luka Cindrić · 2 Marko Kopljar · 2 Ivan Slišković · 2 Manuel Štrlek · 1 Illija Brozović · 1 Igor Karačić · 1 Marko Mamić | Spodek, Katowice Widzów: 8 400 Sędzia: Óscar Raluy, Ángel Sabroso |
| 17 stycznia 201618:15 | 4× · 2× | 34:31(16:17) | 6× · 4× | Spodek, Katowice Widzów: 8 400 Sędzia: Óscar Raluy, Ángel Sabroso |

| 19 stycznia 201618:15 | Białoruś | 27:29(13:12) | Norwegia | Spodek, Katowice Widzów: 6 800 Sędzia: Martin Gjeding, Mads Hansen |
| 19 stycznia 201618:15 | Siarhiej Rutenka 9 · Siarhiej Szyłowicz 7 · Barys Puchouski 5 · Maksim Baranau 4 · Dzmitryj Nikulenkau 1 · Arciom Karałek 1 | 27:29(13:12) | 5 Kristian Bjørnsen · 5 Christian O’Sullivan · 4 Joakim Hykkerud · 3 Kent Robin Tønnesen · 3 Magnus Jøndal · 3 André Lindboe · 2 Sander Sagosen · 2 Espen Lie Hansen · 1 Magnus Gullerud · 1 Harald Reinkind | Spodek, Katowice Widzów: 6 800 Sędzia: Martin Gjeding, Mads Hansen |
| 19 stycznia 201618:15 | 6× · 4× | 27:29(13:12) | 6× · 3× | Spodek, Katowice Widzów: 6 800 Sędzia: Martin Gjeding, Mads Hansen |

| 19 stycznia 201620:30 | Chorwacja | 37:28(19:10) | Islandia | Spodek, Katowice Widzów: 7 000 Sędzia: Bogdan Stark, Romeo Ștefan |
| 19 stycznia 201620:30 | Marino Marić 8 · Manuel Štrlek 6 · Ivan Čupić 4 · Zlatko Horvat 4 · Marko Kopljar 3 · Ilija Brozović 2 · Domagoj Duvnjak 2 · Marko Mamić 2 · Luka Šebetić 2 · Ivan Slišković 2 · Jakov Gojun 1 · Igor Karačić 1 | 37:28(19:10) | 6 Arnór Þór Gunnarsson · 6 Guðjón Valur Sigurðsson · 3 Snorri Steinn Guðjónsson · 3 Alexander Petersson · 2 Arnór Atlason · 2 Ólafur Guðmundsson · 1 Bjarki Már Gunnarsson · 1 Róbert Gunnarsson · 1 Björgvin Páll Gústavsson · 1 Rúnar Kárason · 1 Stefán Rafn Sigurmannsson · 1 Vignir Svavarsson | Spodek, Katowice Widzów: 7 000 Sędzia: Bogdan Stark, Romeo Ștefan |
| 19 stycznia 201620:30 | 5× · 4× | 37:28(19:10) | 4× · 3× | Spodek, Katowice Widzów: 7 000 Sędzia: Bogdan Stark, Romeo Ștefan |

### Grupa C
| 16 stycznia 201618:30 | Hiszpania | 32:29(18:15) | Niemcy | Hala Stulecia, Wrocław Widzów: 6 500 Sędzia: Stevann Pichon, Laurent Reveret |
| 16 stycznia 201618:30 | Valero Rivera 7 · Víctor Tomás 6 · Joan Cañellas 3 · Gedeón Guardiola 3 · Juan del Arco 3 · Jorge Maqueda 3 · Eduardo Gurbindo 2 · Julen Aguinagalde 1 · Raúl Entrerríos 1 · Antonio García 1 · Viran Morros 1 · Cristian Ugalde 1 | 32:29(18:15) | 6 Christian Dissinger · 5 Tobias Reichmann · 4 Steffen Fäth · 4 Erik Schmidt · 3 Steffen Weinhold · 2 Hendrik Pekeler · 2 Niclas Pieczkowski · 1 Rune Dahmke · 1 Finn Lemke · 1 Fabian Wiede | Hala Stulecia, Wrocław Widzów: 6 500 Sędzia: Stevann Pichon, Laurent Reveret |
| 16 stycznia 201618:30 | 5× · 3× · 1× | 32:29(18:15) | 7× · 3× | Hala Stulecia, Wrocław Widzów: 6 500 Sędzia: Stevann Pichon, Laurent Reveret |

| 16 stycznia 201620:45 | Szwecja | 23:21(16:9) | Słowenia | Hala Stulecia, Wrocław Widzów: 6 500 Sędzia: Zigmārs Stoļarovs, Renārs Līcis |
| 16 stycznia 201620:45 | Niclas Ekberg 4 · Jonas Källman 3 · Lukas Nilsson 3 · Andreas Cederholm 3 · Jesper Konradsson 2 · Fredrik Petersen 2 · Viktor Östlund 2 · Jesper Nielsen 2 · Johan Jakobsson 1 · Philip Stenmalm 1 | 23:21(16:9) | 5 Matej Gaber · 4 Dragan Gajić · 2 Gašper Marguč · 2 Darko Cingesar · 2 Uroš Zorman · 2 Miha Zarabec · 1 Blaž Blagotinšek · 1 Vid Kavtičnik · 1 David Miklavčič · 1 Dean Bombač | Hala Stulecia, Wrocław Widzów: 6 500 Sędzia: Zigmārs Stoļarovs, Renārs Līcis |
| 16 stycznia 201620:45 | 6× · 2× · 1× | 23:21(16:9) | 5× · 3× | Hala Stulecia, Wrocław Widzów: 6 500 Sędzia: Zigmārs Stoļarovs, Renārs Līcis |

| 18 stycznia 201618:15 | Słowenia | 24:24(13:10) | Hiszpania | Hala Stulecia, Wrocław Widzów: 6 000 Sędzia: Andrej Gusko, Siarhiej Repkin |
| 18 stycznia 201618:15 | Luka Žvižej 6 · Dean Bombač 4 · Vid Kavtičnik 3 · Matej Gaber 2 · Dragan Gajić 2 · Borut Mačkovšek 2 · Gašper Marguč 2 · David Miklavčič 2 · Sebastian Skube 1 | 24:24(13:10) | 6 Julen Aguinagalde · 5 Valero Rivera · 3 Raúl Entrerríos · 3 Víctor Tomás · 2 Joan Cañellas · 2 Jorge Maqueda · 1 Antonio García · 1 Gedeón Guardiola · 1 Cristian Ugalde | Hala Stulecia, Wrocław Widzów: 6 000 Sędzia: Andrej Gusko, Siarhiej Repkin |
| 18 stycznia 201618:15 | 3× · 4× · 1× | 24:24(13:10) | 4× · 3× · 1× | Hala Stulecia, Wrocław Widzów: 6 000 Sędzia: Andrej Gusko, Siarhiej Repkin |

| 18 stycznia 201620:30 | Niemcy | 27:26(13:17) | Szwecja | Hala Stulecia, Wrocław Widzów: 6 500 Sędzia: Matija Gubica, Boris Milošević |
| 18 stycznia 201620:30 | Tobias Reichmann 9 · Steffen Weinhold 5 · Rune Dahmke 4 · Steffen Fäth 3 · Fabian Wiede 2 · Christian Dissinger 1 · Jannik Kohlbacher 1 · Finn Lemke 1 · Hendrik Pekeler 1 | 27:26(13:17) | 8 Johan Jakobsson · 5 Lukas Nilsson · 4 Niclas Ekberg · 3 Andreas Nilsson · 2 Jonas Källman · 2 Viktor Östlund · 1 Jesper Konradsson · 1 Fredrik Petersen | Hala Stulecia, Wrocław Widzów: 6 500 Sędzia: Matija Gubica, Boris Milošević |
| 18 stycznia 201620:30 | 5× · 4× · 1× | 27:26(13:17) | 3× · 3× | Hala Stulecia, Wrocław Widzów: 6 500 Sędzia: Matija Gubica, Boris Milošević |

| 20 stycznia 201617:15 | Niemcy | 25:21(12:10) | Słowenia | Hala Stulecia, Wrocław Widzów: 6 500 Sędzia: Duarte Santos, Ricardo Fonseca |
| 20 stycznia 201617:15 | Tobias Reichmann 5 · Rune Dahmke 4 · Steffen Weinhold 4 · Steffen Fäth 3 · Jannik Kohlbacher 3 · Christian Dissinger 2 · Fabian Wiede 2 · Johannes Sellin 1 · Martin Strobel 1 | 25:21(12:10) | 6 Vid Kavtičnik · 3 Dragan Gajić · 2 Blaž Blagotinšek · 2 Matej Gaber · 2 Gašper Marguč · 2 Uroš Zorman · 1 Dean Bombač · 1 Borut Mačkovšek · 1 David Miklavčič · 1 Sebastian Skube | Hala Stulecia, Wrocław Widzów: 6 500 Sędzia: Duarte Santos, Ricardo Fonseca |
| 20 stycznia 201617:15 | 7× · 2× · 1× | 25:21(12:10) | 7× · 2× · 1× | Hala Stulecia, Wrocław Widzów: 6 500 Sędzia: Duarte Santos, Ricardo Fonseca |

| 20 stycznia 201620:00 | Hiszpania | 24:22(12:10) | Szwecja | Hala Stulecia, Wrocław Widzów: 6 200 Sędzia: Sławe Nikołow, Ǵorgi Naczewski |
| 20 stycznia 201620:00 | Valero Rivera 9 · Julen Aguinagalde 4 · Antonio García 3 · Jorge Maqueda 3 · Joan Cañellas 1 · Alex Dujshebaev 1 · Raúl Entrerríos 1 · Niko Mindegía 1 · Víctor Tomás 1 | 24:22(12:10) | 4 Viktor Östlund · 4 Johan Jakobsson · 3 Niclas Ekberg · 3 Jesper Nielsen · 2 Andreas Nilsson · 2 Lukas Nilsson · 2 Mattias Zachrisson · 1 Andreas Cederholm · 1 Jesper Konradsson | Hala Stulecia, Wrocław Widzów: 6 200 Sędzia: Sławe Nikołow, Ǵorgi Naczewski |
| 20 stycznia 201620:00 | 2× · 3× | 24:22(12:10) | 4× · 3× | Hala Stulecia, Wrocław Widzów: 6 200 Sędzia: Sławe Nikołow, Ǵorgi Naczewski |

### Grupa D
| 16 stycznia 201618:00 | Węgry | 32:27(16:12) | Czarnogóra | Ergo Arena, Gdańsk Widzów: 6 864 Sędzia: Andrej Gusko, Siarhiej Repkin |
| 16 stycznia 201618:00 | Bence Bánhidi 7 · Gábor Ancsin 5 · Iman Jamali 5 · Gergő Iváncsik 4 · Richárd Bodó 3 · Rudolf Faluvégi 3 · Szabolcs Zubai 2 · Tamás Borsos 1 · László Nagy 1 · Ákos Pásztor 1 | 32:27(16:12) | 7 Vuko Borozan · 5 Stefan Čavor · 5 Nemanja Grbović · 4 Vasko Ševaljević · 3 Vladan Lipovina · 2 Miloš Vujović · 1 Fahrudin Melić | Ergo Arena, Gdańsk Widzów: 6 864 Sędzia: Andrej Gusko, Siarhiej Repkin |
| 16 stycznia 201618:00 | 5× · 3× | 32:27(16:12) | 4× · 2× | Ergo Arena, Gdańsk Widzów: 6 864 Sędzia: Andrej Gusko, Siarhiej Repkin |

| 16 stycznia 201620:15 | Dania | 31:25(13:13) | Rosja | Ergo Arena, Gdańsk Widzów: 7 952 Sędzia: Matija Gubica, Boris Milošević |
| 16 stycznia 201620:15 | Michael Damgaard 4 · Mikkel Hansen 4 · Mads Mensah Larsen 4 · Mads Christiansen 3 · Jesper Nøddesbo 3 · Rasmus Lauge 3 · Anders Eggert 2 · Hans Lindberg 2 · Henrik Møllgaard 2 · Peter Balling 1 · Henrik Toft Hansen 1 · Lasse Svan Hansen 1 | 31:25(13:13) | 5 Siergiej Szelmienko · 4 Igor Soroka · 3 Pawieł Atman · 3 Timur Dibirow · 3 Siergiej Gorbok · 3 Dmitrij Żytnikow · 2 Aleksandr Czernoiwanow · 2 Dmitrij Kowalow | Ergo Arena, Gdańsk Widzów: 7 952 Sędzia: Matija Gubica, Boris Milošević |
| 16 stycznia 201620:15 | 2× · 3× | 31:25(13:13) | 3× · 2× | Ergo Arena, Gdańsk Widzów: 7 952 Sędzia: Matija Gubica, Boris Milošević |

| 18 stycznia 201618:00 | Rosja | 27:26(14:10) | Węgry | Ergo Arena, Gdańsk Widzów: 6 452 Sędzia: Ǵorgi Naczewski, Sławe Nikołow |
| 18 stycznia 201618:00 | Timur Dibirow 6 · Siergiej Gorbok 5 · Siergiej Szelmienko 5 · Aleksandr Czernoiwanow 4 · Daniił Szyszkariow 2 · Dmitrij Żytnikow 2 · Pawieł Atman 1 · Gleb Kałarasz 1 · Igor Soroka 1 | 27:26(14:10) | 6 Iman Jamali · 5 László Nagy · 4 Gergő Iváncsik · 4 Ákos Pásztor · 2 Gábor Ancsin · 2 Richárd Bodó · 1 Bence Bánhidi · 1 Rudolf Faluvégi · 1 Péter Hornyák | Ergo Arena, Gdańsk Widzów: 6 452 Sędzia: Ǵorgi Naczewski, Sławe Nikołow |
| 18 stycznia 201618:00 | 6× · 4× | 27:26(14:10) | 3× · 3× | Ergo Arena, Gdańsk Widzów: 6 452 Sędzia: Ǵorgi Naczewski, Sławe Nikołow |

| 18 stycznia 201620:15 | Czarnogóra | 28:30(16:14) | Dania | Ergo Arena, Gdańsk Widzów: 6 980 Sędzia: Duarte Santos, Ricardo Fonseca |
| 18 stycznia 201620:15 | Nemanja Grbović 7 · Vuko Borozan 4 · Vasko Ševaljević 4 · Miloš Vujović 4 · Stefan Čavor 3 · Vladan Lipovina 2 · Božo Anđelić 1 · Branko Kankaraš 1 · Fahrudin Melić 1 · Bogdan Petričević 1 | 28:30(16:14) | 6 Anders Eggert · 4 Mads Christiansen · 4 Henrik Toft Hansen · 4 Mikkel Hansen · 2 Michael Damgaard · 2 Lasse Svan Hansen · 2 Mads Mensah Larsen · 2 Henrik Møllgaard · 2 Jesper Nøddesbo · 1 Rasmus Lauge · 1 Hans Lindberg | Ergo Arena, Gdańsk Widzów: 6 980 Sędzia: Duarte Santos, Ricardo Fonseca |
| 18 stycznia 201620:15 | 3× · 2× | 28:30(16:14) | 3× · 3× | Ergo Arena, Gdańsk Widzów: 6 980 Sędzia: Duarte Santos, Ricardo Fonseca |

| 20 stycznia 201617:15 | Rosja | 28:21(14:9) | Czarnogóra | Ergo Arena, Gdańsk Widzów: 5 930 Sędzia: Zigmārs Stoļarovs, Renārs Līcis |
| 20 stycznia 201617:15 | Siergiej Gorbok 5 · Siergiej Szelmienko 5 · Timur Dibirow 4 · Michaił Czipurin 3 · Pawieł Atman 2 · Aleksandr Czernoiwanow 2 · Daniił Szyszkariow 2 · Walentin Buzmakow 1 · Rusłan Daszko 1 · Dmitrij Kowalow 1 · Igor Soroka 1 · Dmitrij Żytnikow 1 | 28:21(14:9) | 4 Vasko Ševaljević · 4 Miloš Vujović · 3 Stefan Čavor · 3 Vladan Lipovina · 3 Mirko Radović · 2 Mirko Milašević · 1 Božo Anđelić · 1 Branko Kankaraš | Ergo Arena, Gdańsk Widzów: 5 930 Sędzia: Zigmārs Stoļarovs, Renārs Līcis |
| 20 stycznia 201617:15 | 3× · 2× | 28:21(14:9) | 5× · 3× | Ergo Arena, Gdańsk Widzów: 5 930 Sędzia: Zigmārs Stoļarovs, Renārs Līcis |

| 20 stycznia 201620:00 | Dania | 30:22(18:10) | Węgry | Ergo Arena, Gdańsk Widzów: 8 361 Sędzia: Stevann Pichon, Laurent Reveret |
| 20 stycznia 201620:00 | Mikkel Hansen 9 · Mads Christiansen 5 · Henrik Toft Hansen 3 · Mads Mensah Larsen 3 · Casper Ulrich Mortensen 3 · Jesper Nøddesbo 3 · Lasse Svan Hansen 2 · Michael Damgaard 1 · Anders Eggert 1 | 30:22(18:10) | 5 Péter Hornyák · 3 Rudolf Faluvégi · 2 Gábor Ancsin · 2 Bence Bánhidi · 2 Richárd Bodó · 2 Kornél Nagy · 1 Tibor Gazdag · 1 Gergő Iváncsik · 1 Iman Jamali · 1 László Nagy · 1 Ákos Pásztor · 1 Timuzsin Schuch | Ergo Arena, Gdańsk Widzów: 8 361 Sędzia: Stevann Pichon, Laurent Reveret |
| 20 stycznia 201620:00 | 1× · 3× | 30:22(18:10) | 3× · 3× | Ergo Arena, Gdańsk Widzów: 8 361 Sędzia: Stevann Pichon, Laurent Reveret |

## Faza zasadnicza

### Grupa 1
| 21 stycznia 201618:15 | Francja | 34:23(20:5) | Białoruś | Tauron Arena, Kraków Widzów: 6 900 Sędzia: Michael Johansson, Jasmin Kliko |
| 21 stycznia 201618:15 | Nikola Karabatić 9 · Théo Derot 5 · Daniel Narcisse 4 · Nedim Remili 4 · Benoît Kounkoud 3 · Ludovic Fabregas 2 · Kentin Mahé 2 · Cédric Sorhaindo 2 · Michaël Guigou 1 · Luka Karabatić 1 | 34:23(20:5) | 9 Alaksiej Kadkiewicz · 4 Barys Puchouski · 3 Maksim Baranau · 2 Maksim Babiczeu · 2 Andrej Jurynok · 1 Arciom Karałek · 1 Dzmitryj Nikulenkau · 1 Siarhiej Szyłowicz | Tauron Arena, Kraków Widzów: 6 900 Sędzia: Michael Johansson, Jasmin Kliko |
| 21 stycznia 201618:15 | 3× · 3× | 34:23(20:5) | 2× · 3× | Tauron Arena, Kraków Widzów: 6 900 Sędzia: Michael Johansson, Jasmin Kliko |

| 21 stycznia 201620:30 | Macedonia Północna | 24:34(13:17) | Chorwacja | Tauron Arena, Kraków Widzów: 9 100 Sędzia: Lars Geipel, Marcus Helbig |
| 21 stycznia 201620:30 | Dejan Manaskow 7 · Filip Kuzmanowski 4 · Goce Georgiewski 3 · Stojancze Stoiłow 3 · Włatko Mitkow 2 · Naumcze Mojsowski 2 · Goce Ojleski 2 · Filip Mirkułowski 1 | 24:34(13:17) | 6 Ivan Slišković · 5 Manuel Štrlek · 5 Marino Marić · 3 Zlatko Horvat · 3 Igor Karačić · 3 Marko Kopljar · 3 Marko Mamić · 2 Domagoj Duvnjak · 2 Luka Šebetić · 1 Ivan Čupić · 1 Jakov Gojun | Tauron Arena, Kraków Widzów: 9 100 Sędzia: Lars Geipel, Marcus Helbig |
| 21 stycznia 201620:30 | 1× · 3× | 24:34(13:17) | 2× · 3× | Tauron Arena, Kraków Widzów: 9 100 Sędzia: Lars Geipel, Marcus Helbig |

| 23 stycznia 201618:15 | Francja | 32:24(16:10) | Chorwacja | Tauron Arena, Kraków Widzów: 10 600 Sędzia: Václav Horáček, Jiří Novotný |
| 23 stycznia 201618:15 | Luc Abalo 6 · Michaël Guigou 5 · Daniel Narcisse 4 · Cédric Sorhaindo 4 · Valentin Porte 4 · Nikola Karabatić 3 · Luka Karabatić 3 · Thierry Omeyer 1 · Nedim Remili 1 · Olivier Nyokas 1 | 32:24(16:10) | 5 Domagoj Duvnjak · 3 Marko Kopljar · 3 Zlatko Horvat · 3 Antonio Kovačević · 3 Ivan Slišković · 2 Manuel Štrlek · 2 Luka Šebetić · 2 Ilija Brozović · 1 Igor Karačić | Tauron Arena, Kraków Widzów: 10 600 Sędzia: Václav Horáček, Jiří Novotný |
| 23 stycznia 201618:15 | 3× · 2× | 32:24(16:10) | 5× · 3× · 1× | Tauron Arena, Kraków Widzów: 10 600 Sędzia: Václav Horáček, Jiří Novotný |

| 23 stycznia 201620:30 | Polska | 28:30(15:16) | Norwegia | Tauron Arena, Kraków Widzów: 14 600 Sędzia: Óscar Raluy, Ángel Sabroso |
| 23 stycznia 201620:30 | Karol Bielecki 10 · Michał Jurecki 9 · Michał Szyba 3 · Krzysztof Lijewski 2 · Kamil Syprzak 2 · Michał Daszek 2 | 28:30(15:16) | 8 Espen Lie Hansen · 6 Kent Robin Tønnesen · 5 Magnus Jøndal · 4 Sander Sagosen · 4 Kristian Bjørnsen · 1 Bjarte Myrhol · 1 Christian O’Sullivan · 1 Harald Reinkind | Tauron Arena, Kraków Widzów: 14 600 Sędzia: Óscar Raluy, Ángel Sabroso |
| 23 stycznia 201620:30 | 4× · 2× | 28:30(15:16) | 5× · 3× | Tauron Arena, Kraków Widzów: 14 600 Sędzia: Óscar Raluy, Ángel Sabroso |

| 25 stycznia 201618:15 | Macedonia Północna | 31:31(17:13) | Norwegia | Tauron Arena, Kraków Widzów: 7 600 Sędzia: Bogdan Stark, Romeo Ștefan |
| 25 stycznia 201618:15 | Kirił Łazarow 11 · Dejan Manaskow 5 · Filip Mirkułowski 3 · Stojancze Stoiłow 2 · Nemanja Pribak 2 · Goce Georgiewski 2 · Filip Łazarow 2 · Włatko Mitkow 1 · Naumcze Mojsowski 1 · Filip Kuzmanowski 1 · Żarko Peszewski 1 | 31:31(17:13) | 6 Kristian Bjørnsen · 5 Magnus Jøndal · 4 Sander Sagosen · 4 Joakim Hykkerud · 4 Espen Lie Hansen · 3 Harald Reinkind · 2 Bjarte Myrhol · 2 Christian O’Sullivan · 1 Kent Robin Tønnesen | Tauron Arena, Kraków Widzów: 7 600 Sędzia: Bogdan Stark, Romeo Ștefan |
| 25 stycznia 201618:15 | 4× · 3× | 31:31(17:13) | 5× · 4× | Tauron Arena, Kraków Widzów: 7 600 Sędzia: Bogdan Stark, Romeo Ștefan |

| 25 stycznia 201620:30 | Polska | 32:27(19:13) | Białoruś | Tauron Arena, Kraków Widzów: 14 000 Sędzia: Duarte Santos, Ricardo Fonseca |
| 25 stycznia 201620:30 | Michał Jurecki 9 · Michał Szyba 6 · Michał Daszek 5 · Kamil Syprzak 3 · Karol Bielecki 2 · Adam Wiśniewski 2 · Piotr Grabarczyk 2 · Piotr Chrapkowski 2 · Przemysław Krajewski 1 | 32:27(19:13) | 6 Siarhiej Szyłowicz · 5 Barys Puchouski · 4 Uładzisłau Kulesz · 4 Andrej Jurynok · 4 Arciom Karałek · 3 Alaksiej Kadkiewicz · 1 Maksim Baranau | Tauron Arena, Kraków Widzów: 14 000 Sędzia: Duarte Santos, Ricardo Fonseca |
| 25 stycznia 201620:30 | 2× · 3× | 32:27(19:13) | 4× · 3× | Tauron Arena, Kraków Widzów: 14 000 Sędzia: Duarte Santos, Ricardo Fonseca |

| 27 stycznia 201616:00 | Macedonia Północna | 29:30(13:14) | Białoruś | Tauron Arena, Kraków Widzów: 3 100 Sędzia: Zigmārs Stoļarovs, Renārs Līcis |
| 27 stycznia 201616:00 | Kirił Łazarow 10 · Dejan Manaskow 4 · Goce Georgiewski 3 · Nemanja Pribak 3 · Naumcze Mojsowski 2 · Goce Ojleski 2 · Żarko Peszewski 2 · Stojancze Stoiłow 2 · Velko Markoski 1 | 29:30(13:14) | 11 Barys Puchouski · 5 Uładzisłau Kulesz · 5 Andrej Jurynok · 4 Alaksiej Kadkiewicz · 3 Maksim Baranau · 2 Arciom Karałek | Tauron Arena, Kraków Widzów: 3 100 Sędzia: Zigmārs Stoļarovs, Renārs Līcis |
| 27 stycznia 201616:00 | 2× · 3× | 29:30(13:14) | 5× · 2× | Tauron Arena, Kraków Widzów: 3 100 Sędzia: Zigmārs Stoļarovs, Renārs Līcis |

| 27 stycznia 201618:15 | Francja | 24:29(11:12) | Norwegia | Tauron Arena, Kraków Widzów: 10 200 Sędzia: Lars Geipel, Marcus Helbig |
| 27 stycznia 201618:15 | Daniel Narcisse 7 · Michaël Guigou 5 · Luc Abalo 4 · Nikola Karabatić 3 · Valentin Porte 3 · Kentin Mahé 1 · Olivier Nyokas 1 | 24:29(11:12) | 6 Kent Robin Tønnesen · 5 Kristian Bjørnsen · 4 Espen Lie Hansen · 4 Magnus Jøndal · 4 Bjarte Myrhol · 4 Sander Sagosen · 2 Joakim Hykkerud | Tauron Arena, Kraków Widzów: 10 200 Sędzia: Lars Geipel, Marcus Helbig |
| 27 stycznia 201618:15 | 3× · 2× | 24:29(11:12) | 7× · 2× | Tauron Arena, Kraków Widzów: 10 200 Sędzia: Lars Geipel, Marcus Helbig |

| 27 stycznia 201620:30 | Polska | 23:37(10:15) | Chorwacja | Tauron Arena, Kraków Widzów: 15 000 Sędzia: Martin Gjeding, Mads Hansen |
| 27 stycznia 201620:30 | Karol Bielecki 4 · Michał Daszek 4 · Przemysław Krajewski 3 · Michał Szyba 3 · Adam Wiśniewski 3 · Rafał Gliński 2 · Piotr Chrapkowski 1 · Michał Jurecki 1 · Bartosz Konitz 1 · Kamil Syprzak 1 | 23:37(10:15) | 11 Manuel Štrlek · 7 Marino Marić · 5 Zlatko Horvat · 4 Ivan Čupić · 4 Ivan Slišković · 3 Marko Kopljar · 2 Luka Šebetić · 1 Domagoj Duvnjak | Tauron Arena, Kraków Widzów: 15 000 Sędzia: Martin Gjeding, Mads Hansen |
| 27 stycznia 201620:30 | 6× · 1× | 23:37(10:15) | 5× · 2× | Tauron Arena, Kraków Widzów: 15 000 Sędzia: Martin Gjeding, Mads Hansen |

### Grupa 2
| 22 stycznia 201618:15 | Niemcy | 29:19(17:9) | Węgry | Hala Stulecia, Wrocław Widzów: 6 500 Sędzia: Matija Gubica, Boris Milošević |
| 22 stycznia 201618:15 | Fabian Wiede 6 · Tobias Reichmann 5 · Steffen Weinhold 3 · Steffen Fäth 3 · Rune Dahmke 3 · Johannes Sellin 2 · Hendrik Pekeler 2 · Jannik Kohlbacher 2 · Simon Ernst 1 · Niclas Pieczkowski 1 · Christian Dissinger 1 | 29:19(17:9) | 3 Kornél Nagy · 3 László Nagy · 3 Iman Jamali · 2 Péter Hornyák · 2 Bence Bánhidi · 2 Gábor Ancsin · 2 Richárd Bodó · 1 Ákos Pásztor · 1 Szabolcs Zubai | Hala Stulecia, Wrocław Widzów: 6 500 Sędzia: Matija Gubica, Boris Milošević |
| 22 stycznia 201618:15 | 2× · 4× | 29:19(17:9) | 3× · 3× | Hala Stulecia, Wrocław Widzów: 6 500 Sędzia: Matija Gubica, Boris Milošević |

| 22 stycznia 201620:30 | Szwecja | 28:28(15:15) | Rosja | Hala Stulecia, Wrocław Widzów: 6 350 Sędzia: Stevann Pichon, Laurent Reveret |
| 22 stycznia 201620:30 | Johan Jakobsson 9 · Jonas Källman 5 · Viktor Östlund 4 · Niclas Ekberg 3 · Jesper Konradsson 2 · Lukas Nilsson 2 · Jesper Nielsen 1 · Andreas Nilsson 1 · Mattias Zachrisson 1 | 28:28(15:15) | 7 Timur Dibirow · 4 Dmitrij Żytnikow · 3 Siergiej Gorbok · 3 Igor Soroka · 3 Siergiej Szelmienko · 3 Daniił Szyszkariow · 2 Aleksandr Czernoiwanow · 1 Pawieł Atman · 1 Michaił Czipurin · 1 Gleb Kałarasz | Hala Stulecia, Wrocław Widzów: 6 350 Sędzia: Stevann Pichon, Laurent Reveret |
| 22 stycznia 201620:30 | 5× · 3× | 28:28(15:15) | 4× · 3× | Hala Stulecia, Wrocław Widzów: 6 350 Sędzia: Stevann Pichon, Laurent Reveret |

| 24 stycznia 201618:15 | Niemcy | 30:29(17:16) | Rosja | Hala Stulecia, Wrocław Widzów: 6 593 Sędzia: Duarte Santos, Ricardo Fonseca |
| 24 stycznia 201618:15 | Christian Dissinger 7 · Erik Schmidt 6 · Tobias Reichmann 5 · Steffen Weinhold 4 · Steffen Fäth 4 · Rune Dahmke 2 · Fabian Wiede 1 · Jannik Kohlbacher 1 | 30:29(17:16) | 7 Timur Dibirow · 5 Michaił Czipurin · 4 Dmitrij Żytnikow · 3 Pawieł Atman · 3 Siergiej Gorbok · 2 Dmitrij Kowalow · 2 Aleksandr Czernoiwanow · 1 Daniił Szyszkariow · 1 Siergiej Szelmienko · 1 Walentin Buzmakow | Hala Stulecia, Wrocław Widzów: 6 593 Sędzia: Duarte Santos, Ricardo Fonseca |
| 24 stycznia 201618:15 | 5× · 3× | 30:29(17:16) | 1× · 3× | Hala Stulecia, Wrocław Widzów: 6 593 Sędzia: Duarte Santos, Ricardo Fonseca |

| 24 stycznia 201620:30 | Hiszpania | 23:27(14:11) | Dania | Hala Stulecia, Wrocław Widzów: 6 593 Sędzia: Sławe Nikołow, Ǵorgi Naczewski |
| 24 stycznia 201620:30 | Raúl Entrerríos 4 · Valero Rivera 4 · Jorge Maqueda 3 · Víctor Tomás 3 · Julen Aguinagalde 2 · Cristian Ugalde 2 · Joan Cañellas 1 · Viran Morros 1 · Antonio García 1 · Juan del Arco 1 · Alex Dujshebaev 1 | 23:27(14:11) | 6 Michael Damgaard · 5 Jesper Nøddesbo · 3 Anders Eggert · 3 Mikkel Hansen · 2 Mads Christiansen · 2 Lasse Svan Hansen · 2 Henrik Toft Hansen · 1 Mads Mensah Larsen · 1 Casper Ulrich Mortensen · 1 Hans Lindberg · 1 Henrik Møllgaard | Hala Stulecia, Wrocław Widzów: 6 593 Sędzia: Sławe Nikołow, Ǵorgi Naczewski |
| 24 stycznia 201620:30 | 1× · 3× | 23:27(14:11) | 1× · 3× | Hala Stulecia, Wrocław Widzów: 6 593 Sędzia: Sławe Nikołow, Ǵorgi Naczewski |

| 26 stycznia 201618:15 | Hiszpania | 31:29(15:15) | Węgry | Hala Stulecia, Wrocław Widzów: 6 500 Sędzia: Andrej Gusko, Siarhiej Repkin |
| 26 stycznia 201618:15 | Valero Rivera 5 · Joan Cañellas 4 · Raúl Entrerríos 4 · Antonio García 4 · Víctor Tomás 4 · Alex Dujshebaev 3 · Cristian Ugalde 3 · Julen Aguinagalde 2 · Eduardo Gurbindo 1 · Jorge Maqueda 1 | 31:29(15:15) | 9 László Nagy · 5 Kornél Nagy · 3 Richárd Bodó · 3 Iman Jamali · 2 Bence Bánhidi · 2 Tibor Gazdag · 1 Gábor Ancsin · 1 Rudolf Faluvégi · 1 Gergő Iváncsik · 1 Timuzsin Schuch · 1 Szabolcs Zubai | Hala Stulecia, Wrocław Widzów: 6 500 Sędzia: Andrej Gusko, Siarhiej Repkin |
| 26 stycznia 201618:15 | 5× · 3× | 31:29(15:15) | 5× · 3× | Hala Stulecia, Wrocław Widzów: 6 500 Sędzia: Andrej Gusko, Siarhiej Repkin |

| 26 stycznia 201620:30 | Szwecja | 28:28(13:15) | Dania | Hala Stulecia, Wrocław Widzów: 6 593 Sędzia: Zigmārs Stoļarovs, Renārs Līcis |
| 26 stycznia 201620:30 | Johan Jakobsson 5 · Mattias Zachrisson 5 · Andreas Nilsson 5 · Jonas Källman 4 · Viktor Östlund 4 · Lukas Nilsson 2 · Jesper Nielsen 2 · Philip Stenmalm 1 | 28:28(13:15) | 7 Peter Balling · 5 Mikkel Hansen · 4 Mads Mensah Larsen · 4 Anders Eggert · 3 Mads Christiansen · 2 Hans Lindberg · 1 Casper Ulrich Mortensen · 1 Lasse Svan Hansen · 1 Henrik Toft Hansen | Hala Stulecia, Wrocław Widzów: 6 593 Sędzia: Zigmārs Stoļarovs, Renārs Līcis |
| 26 stycznia 201620:30 | 3× · 3× | 28:28(13:15) | 4× · 3× · 1× | Hala Stulecia, Wrocław Widzów: 6 593 Sędzia: Zigmārs Stoļarovs, Renārs Līcis |

| 27 stycznia 201616:00 | Szwecja | 22:14(10:7) | Węgry | Hala Stulecia, Wrocław Widzów: 5 900 Sędzia: Bogdan Stark, Romeo Ștefan |
| 27 stycznia 201616:00 | Lukas Nilsson 5 · Viktor Östlund 5 · Johan Jakobsson 3 · Jonas Källman 2 · Jesper Konradsson 2 · Fredrik Petersen 2 · Niclas Ekberg 1 · Andreas Nilsson 1 · Philip Stenmalm 1 | 22:14(10:7) | 5 Richárd Bodó · 3 Péter Hornyák · 2 László Nagy · 1 Gábor Ancsin · 1 Tibor Gazdag · 1 Gergő Iváncsik · 1 Timuzsin Schuch | Hala Stulecia, Wrocław Widzów: 5 900 Sędzia: Bogdan Stark, Romeo Ștefan |
| 27 stycznia 201616:00 | 5× · 3× | 22:14(10:7) | 1× · 3× | Hala Stulecia, Wrocław Widzów: 5 900 Sędzia: Bogdan Stark, Romeo Ștefan |

| 27 stycznia 201618:15 | Niemcy | 25:23(12:13) | Dania | Hala Stulecia, Wrocław Widzów: 6 593 Sędzia: Václav Horáček, Jiří Novotný |
| 27 stycznia 201618:15 | Steffen Fäth 6 · Fabian Wiede 5 · Tobias Reichmann 4 · Kai Häfner 3 · Rune Dahmke 2 · Jannik Kohlbacher 1 · Julius Kühn 1 · Niclas Pieczkowski 1 · Erik Schmidt 1 · Martin Strobel 1 | 25:23(12:13) | 7 Mikkel Hansen · 6 Anders Eggert · 3 Michael Damgaard · 2 Mads Mensah Larsen · 2 Hans Lindberg · 2 Lasse Svan Hansen · 1 Mads Christiansen | Hala Stulecia, Wrocław Widzów: 6 593 Sędzia: Václav Horáček, Jiří Novotný |
| 27 stycznia 201618:15 | 4× · 2× | 25:23(12:13) | 4× · 3× | Hala Stulecia, Wrocław Widzów: 6 593 Sędzia: Václav Horáček, Jiří Novotný |

| 27 stycznia 201620:30 | Hiszpania | 25:23(11:12) | Rosja | Hala Stulecia, Wrocław Widzów: 5 000 Sędzia: Matija Gubica, Boris Milošević |
| 27 stycznia 201620:30 | Valero Rivera 11 · Víctor Tomás 6 · Jorge Maqueda 3 · Raúl Entrerríos 2 · Julen Aguinagalde 1 · Joan Cañellas 1 · Gedeón Guardiola 1 | 25:23(11:12) | 5 Timur Dibirow · 4 Pawieł Atman · 3 Dmitrij Kowalow · 3 Siergiej Szelmienko · 2 Walentin Buzmakow · 2 Michaił Czipurin · 2 Siergiej Gorbok · 1 Gleb Kałarasz · 1 Dmitrij Żytnikow | Hala Stulecia, Wrocław Widzów: 5 000 Sędzia: Matija Gubica, Boris Milošević |
| 27 stycznia 201620:30 | 2× · 3× | 25:23(11:12) | 3× · 3× | Hala Stulecia, Wrocław Widzów: 5 000 Sędzia: Matija Gubica, Boris Milošević |

## Faza pucharowa

### Mecz o 7. miejsce
| 29 stycznia 201616:00 | Polska | 26:24(12:12) | Szwecja | Hala Stulecia, Wrocław Widzów: 6 500 Sędzia: Matija Gubica, Boris Milošević |
| 29 stycznia 201616:00 | Przemysław Krajewski 5 · Bartosz Konitz 5 · Karol Bielecki 4 · Robert Orzechowski 2 · Kamil Syprzak 2 · Maciej Gębala 2 · Adam Wiśniewski 1 · Michał Jurecki 1 · Piotr Masłowski 1 · Michał Daszek 1 · Jakub Łucak 1 · Piotr Chrapkowski 1 | 26:24(12:12) | 5 Lukas Nilsson · 4 Philip Stenmalm · 3 Viktor Östlund · 3 Andreas Nilsson · 2 Markus Olsson · 2 Johan Jakobsson · 2 Fredrik Petersen · 2 Jesper Nielsen · 1 Mattias Zachrisson | Hala Stulecia, Wrocław Widzów: 6 500 Sędzia: Matija Gubica, Boris Milošević |
| 29 stycznia 201616:00 | 1× · 3× | 26:24(12:12) | 1× · 3× | Hala Stulecia, Wrocław Widzów: 6 500 Sędzia: Matija Gubica, Boris Milošević |

### Mecz o 5. miejsce
| 29 stycznia 201618:30 | Francja | 29:26(15:13) | Dania | Hala Stulecia, Wrocław Widzów: 4 500 Sędzia: Óscar Raluy, Ángel Sabroso |
| 29 stycznia 201618:30 | Benoît Kounkoud 8 · Cédric Sorhaindo 6 · Nedim Remili 4 · Nikola Karabatić 4 · Olivier Nyokas 2 · Daniel Narcisse 1 · Samuel Honrubia 1 · Kentin Mahé 1 · Luka Karabatić 1 · Adrien Dipanda 1 | 29:26(15:13) | 7 Peter Balling · 4 Mads Mensah Larsen · 3 Alexander Lynggaard · 3 Casper Ulrich Mortensen · 3 Jesper Nøddesbo · 2 Rasmus Lauge · 1 Kevin Møller · 1 Mads Christiansen · 1 Lasse Svan Hansen · 1 Mikkel Hansen | Hala Stulecia, Wrocław Widzów: 4 500 Sędzia: Óscar Raluy, Ángel Sabroso |
| 29 stycznia 201618:30 | 1× · 3× | 29:26(15:13) | 3× · 3× · 1× | Hala Stulecia, Wrocław Widzów: 4 500 Sędzia: Óscar Raluy, Ángel Sabroso |

### Mecze o miejsca 1–4
|  |             |           |           |                   |    |        |        |       |
|  | Półfinały   | Półfinały | Półfinały |                   |    | Finał  | Finał  | Finał |
|  | Półfinały   | Półfinały | Półfinały |                   |    | Finał  | Finał  | Finał |
|  | 29 stycznia |           |           |                   |    |        |        |       |
|  |             |           |           |                   |    |        |        |       |
|  | Norwegia    | Norwegia  | 33        |                   |    |        |        |       |
|  | Norwegia    | Norwegia  | 33        | 31 stycznia       |    |        |        |       |
|  | Niemcy      | Niemcy    | 34        |                   |    |        |        |       |
|  | Niemcy      | Niemcy    | 34        |                   |    | Niemcy | Niemcy | 24    |
|  | 29 stycznia |           |           |                   |    | Niemcy | Niemcy | 24    |
|  |             |           | Hiszpania | Hiszpania         | 17 |        |        |       |
|  | Hiszpania   | Hiszpania | Hiszpania | Hiszpania         | 17 | 33     |        |       |
|  | Hiszpania   | Hiszpania |           |                   |    |        |        |       |
|  | Chorwacja   | Chorwacja | 29        |                   |    |        |        |       |
|  | Chorwacja   | Chorwacja | 29        | Mecz o 3. miejsce |    |        |        |       |
|  |             |           |           |                   |    |        |        |       |
|  | 31 stycznia |           |           |                   |    |        |        |       |
|  |             |           |           |                   |    |        |        |       |
|  | Norwegia    | Norwegia  | 24        |                   |    |        |        |       |
|  | Norwegia    | Norwegia  | 24        |                   |    |        |        |       |
|  | Chorwacja   | Chorwacja | 31        |                   |    |        |        |       |
|  | Chorwacja   | Chorwacja | 31        |                   |    |        |        |       |

Półfinały
| 29 stycznia 201618:30 | Norwegia | 33:34 (pd.)(13:14, 27:27) | Niemcy | Tauron Arena, Kraków Widzów: 9 100 Sędzia: Stevann Pichon, Laurent Reveret |
| 29 stycznia 201618:30 | Kristian Bjørnsen 8 · Bjarte Myrhol 5 · Magnus Jøndal 5 · Sander Sagosen 4 · Kent Robin Tønnesen 3 · Christian O’Sullivan 3 · Espen Lie Hansen 3 · Harald Reinkind 2 | 33:34 (pd.)(13:14, 27:27) | 10 Tobias Reichmann · 5 Kai Häfner · 5 Julius Kühn · 4 Steffen Fäth · 3 Hendrik Pekeler · 3 Rune Dahmke · 2 Fabian Wiede · 1 Martin Strobel · 1 Erik Schmidt | Tauron Arena, Kraków Widzów: 9 100 Sędzia: Stevann Pichon, Laurent Reveret |
| 29 stycznia 201618:30 | 6× · 4× | 33:34 (pd.)(13:14, 27:27) | 2× · 3× | Tauron Arena, Kraków Widzów: 9 100 Sędzia: Stevann Pichon, Laurent Reveret |

| 29 stycznia 201621:00 | Hiszpania | 33:29(18:14) | Chorwacja | Tauron Arena, Kraków Widzów: 11 100 Sędzia: Václav Horáček, Jiří Novotný |
| 29 stycznia 201621:00 | Antonio García 6 · Valero Rivera 6 · Víctor Tomás 5 · Julen Aguinagalde 5 · Raúl Entrerríos 4 · Cristian Ugalde 3 · Jorge Maqueda 2 · Gedeón Guardiola 1 · Alex Dujshebaev 1 | 33:29(18:14) | 6 Ivan Slišković · 4 Marino Marić · 4 Marko Kopljar · 4 Manuel Štrlek · 3 Zlatko Horvat · 3 Igor Karačić · 2 Ivan Čupić · 2 Luka Šebetić · 1 Domagoj Duvnjak | Tauron Arena, Kraków Widzów: 11 100 Sędzia: Václav Horáček, Jiří Novotný |
| 29 stycznia 201621:00 | 2× · 4× | 33:29(18:14) | 3× · 4× | Tauron Arena, Kraków Widzów: 11 100 Sędzia: Václav Horáček, Jiří Novotný |

Mecz o 3. miejsce
| 31 stycznia 201615:00 | Norwegia | 24:31(11:15) | Chorwacja | Tauron Arena, Kraków Widzów: 12 500 Sędzia: Ǵorgi Naczewski, Sławe Nikołow |
| 31 stycznia 201615:00 | Sander Sagosen 5 · Magnus Jøndal 4 · Joakim Hykkerud 3 · Bjarte Myrhol 3 · Kristian Bjørnsen 3 · Espen Lie Hansen 3 · Harald Reinkind 2 · Kent Robin Tønnesen 1 | 24:31(11:15) | 8 Zlatko Horvat · 6 Domagoj Duvnjak · 4 Marino Marić · 4 Manuel Štrlek · 3 Ivan Slišković · 2 Igor Karačić · 2 Krešimir Kozina · 1 Marko Kopljar · 1 Marino Marić | Tauron Arena, Kraków Widzów: 12 500 Sędzia: Ǵorgi Naczewski, Sławe Nikołow |
| 31 stycznia 201615:00 | 5× · 4× | 24:31(11:15) | 3× · 4× · 1× | Tauron Arena, Kraków Widzów: 12 500 Sędzia: Ǵorgi Naczewski, Sławe Nikołow |

Finał
| 31 stycznia 201617:30 | Niemcy | 24:17(10:6) | Hiszpania | Tauron Arena, Kraków Widzów: 15 000 Sędzia: Martin Gjeding, Mads Hansen |
| 31 stycznia 201617:30 | Kai Häfner 7 · Rune Dahmke 4 · Tobias Reichmann 3 · Steffen Fäth 3 · Hendrik Pekeler 2 · Martin Strobel 1 · Erik Schmidt 1 · Julius Kühn 1 · Jannik Kohlbacher 1 | 24:17(10:6) | 5 Raúl Entrerríos · 4 Víctor Tomás · 3 Alex Dujshebaev · 2 Antonio García · 1 Cristian Ugalde · 1 Joan Cañellas · 1 Valero Rivera | Tauron Arena, Kraków Widzów: 15 000 Sędzia: Martin Gjeding, Mads Hansen |
| 31 stycznia 201617:30 | 8× · 3× | 24:17(10:6) | 4× · 1× | Tauron Arena, Kraków Widzów: 15 000 Sędzia: Martin Gjeding, Mads Hansen |

## Klasyfikacja końcowa
| Miejsce | Reprezentacja      | Uwagi                          |
| ------- | ------------------ | ------------------------------ |
| złoto   | Niemcy             | awans: IO 2016, MŚ 2017        |
| srebro  | Hiszpania          | awans: MŚ 2017                 |
| brąz    | Chorwacja          | awans: MŚ 2017                 |
| 4.      | Norwegia           | awans: kwalifikacje do IO 2016 |
| 5.      | Francja            | -                              |
| 6.      | Dania              | -                              |
| 7.      | Polska             | -                              |
| 8.      | Szwecja            | awans: kwalifikacje do IO 2016 |
| 9.      | Rosja              | -                              |
| 10.     | Białoruś           | -                              |
| 11.     | Macedonia Północna | -                              |
| 12.     | Węgry              | -                              |
| 13.     | Islandia           | -                              |
| 14.     | Słowenia           | -                              |
| 15.     | Serbia             | -                              |
| 16.     | Czarnogóra         | -                              |

## Nagrody indywidualne
Organizatorzy nominowali do każdej nagrody indywidualnej po pięciu zawodników, a otrzymali je:
| MVP             | Najlepszy strzelec  | Najlepszy bramkarz | Najlepszy lewoskrzydłowy | Najlepszy lewy rozgrywający | Najlepszy środkowy rozgrywający | Najlepszy prawy rozgrywający | Najlepszy prawoskrzydłowy | Najlepszy obrotowy | Najlepszy obrońca |
| --------------- | ------------------- | ------------------ | ------------------------ | --------------------------- | ------------------------------- | ---------------------------- | ------------------------- | ------------------ | ----------------- |
| Raúl Entrerríos | Valero Rivera Folch | Andreas Wolff      | Manuel Štrlek            | Michał Jurecki              | Sander Sagosen                  | Johan Jakobsson              | Tobias Reichmann          | Julen Aguinagalde  | Henrik Møllgaard  |

## Statystyki turnieju
| Pozycja | Zawodnik            | Bramki | Strzały | %  |
| ------- | ------------------- | ------ | ------- | -- |
| 1.      | Valero Rivera Folch | 48     | 62      | 77 |
| 2.      | Tobias Reichmann    | 46     | 58      | 79 |
| 3.      | Kristian Bjørnsen   | 45     | 59      | 76 |
| 4.      | Manuel Štrlek       | 43     | 54      | 80 |
| 5.      | Kirił Łazarow       | 42     | 79      | 53 |
| 6.      | Barys Puchouski     | 37     | 58      | 64 |
| 7.      | Karol Bielecki      | 34     | 66      | 52 |
| 7.      | Michał Jurecki      | 34     | 61      | 56 |
| 9.      | Espen Lie Hansen    | 33     | 59      | 56 |
| 9.      | Mikkel Hansen       | 33     | 57      | 58 |

| Pozycja | Zawodnik               | %  | Obrony | Strzały |
| ------- | ---------------------- | -- | ------ | ------- |
| 1.      | Vincent Gérard         | 37 | 34     | 92      |
| 2.      | Andreas Wolff          | 36 | 81     | 224     |
| 2.      | Wiktor Kiriejew        | 36 | 74     | 203     |
| 4.      | Thierry Omeyer         | 35 | 67     | 191     |
| 4.      | Mattias Andersson      | 35 | 59     | 170     |
| 6.      | Wiaczesłau Saldacenka  | 34 | 79     | 232     |
| 6.      | Ivan Stevanović        | 34 | 35     | 105     |
| 6.      | Niklas Landin Jacobsen | 34 | 65     | 193     |
| 6.      | Arpad Šterbik          | 34 | 63     | 184     |
| 10.     | Matevž Skok            | 33 | 13     | 39      |